# Розанес, Якоб
Якоб Розанес (13 августа 1842, Броды — 6 января 1922, Бреслау) — немецкий математик и шахматист еврейского происхождения.
Специалист по инварианту и алгебраической геометрии.
Якоб Розанес родился в сефардской семье. Посещал немецкоязычную гимназию в городе Броды. По воле отца учился с 1856 по 1858 гг. в торговом доме Бреслау. После двухлетней подготовки начал изучать химию с 1860 года в Университете Бреслау. Под влиянием Хайнриха Шрётера (нем. Heinrich Schröter) решил посвятить себя математике и физике.
Среди его учителей были Рудольф Липшиц, Пауль Бахманн, Оскар Эмиль Майер и Фердинанд Йоахимсталь.
В 1865 г. получил степень доктора. С этого времени и до конца жизни преподавал в Бреслау.
Являлся учеником и постоянным спарринг-партнером великого немецкого шахматиста А. Андерсена.